# Josse Gilquin
Josse Gilquin (Houdeng-Gœgnies, 8 mei 1925 - Hornu, 13 juni 2009) was een Belgisch senator.

## Levensloop
Gilquin werkte zijn hele beroepsleven lang als arbeider bij de Nationale Maatschappij van Buurtspoorwegen. 
Hij werd communistisch militant en was in mei 1965 kandidaat voor de provincieraadsverkiezingen in Henegouwen op de kartellijst van de communistische PCB en de Waalsgezinde Parti Wallon des Travailleurs, zonder evenwel verkozen te geraken. Als Waals en christelijk militant was hij ook actief als leidinggevend figuur in verschillende verenigingen van progressieve militanten uit de christelijke arbeidersbeweging. 
In oktober 1970 werd hij verkozen tot gemeenteraadslid van Ghlin. Nadat deze gemeente in 1972 opging in Bergen, was hij er van 1972 tot 1976 eveneens gemeenteraadslid. Van 1972 tot 1976 was hij in de stad schepen van Cultuur, Leefmilieu en Stedenbouw onder burgemeester Abel Dubois.
In maart 1974 werd hij voor de Union Démocratique et Progressiste, een kartellijst van de PCB aangevuld met progressieven uit de christelijke arbeidersbeweging, verkozen in de Senaat als rechtstreeks gekozen senator voor het arrondissement Bergen. Gilquin zetelde tot aan de verkiezingen van april 1977 en werd toen niet herkozen. Als gevolg van de toen bestaande dubbelmandaten was hij tevens lid van de Cultuurraad voor de Franse Cultuurgemeenschap en vanaf november 1974 lid van de voorlopige Waalse Gewestraad.